# Richie Collins
Pour les articles homonymes, voir Richard Collins.
 Richard (Richie) Graham Collins est né le 2 mars 1962 à Cardiff. C’est un ancien joueur de rugby à XV, qui a joué avec l'équipe du Pays de Galles au poste de troisième ligne (1,85 m pour 92 kg). 

## Carrière
Il a disputé son premier test match le 7 mars 1987, contre l'équipe d'Angleterre, et son dernier test match le 18 mars 1995 contre l'équipe d'Irlande.
Collins a disputé trois matchs de la coupe du monde 1987 et un match de la coupe du monde 1991.
Il a terminé sa carrière internationale en jouant avec les Barbarians contre le Pays de Galles (!) en août 1996.

## Palmarès
- Sélections en équipe nationale : 28
- Sélections par année : 6 en 1987, 5 en 1988, 3 en 1990, 3 en 1991, 7 en 1994, 4 en 1995
- Tournois des cinq/six nations disputés : 1987, 1990, 1995